# Erinias

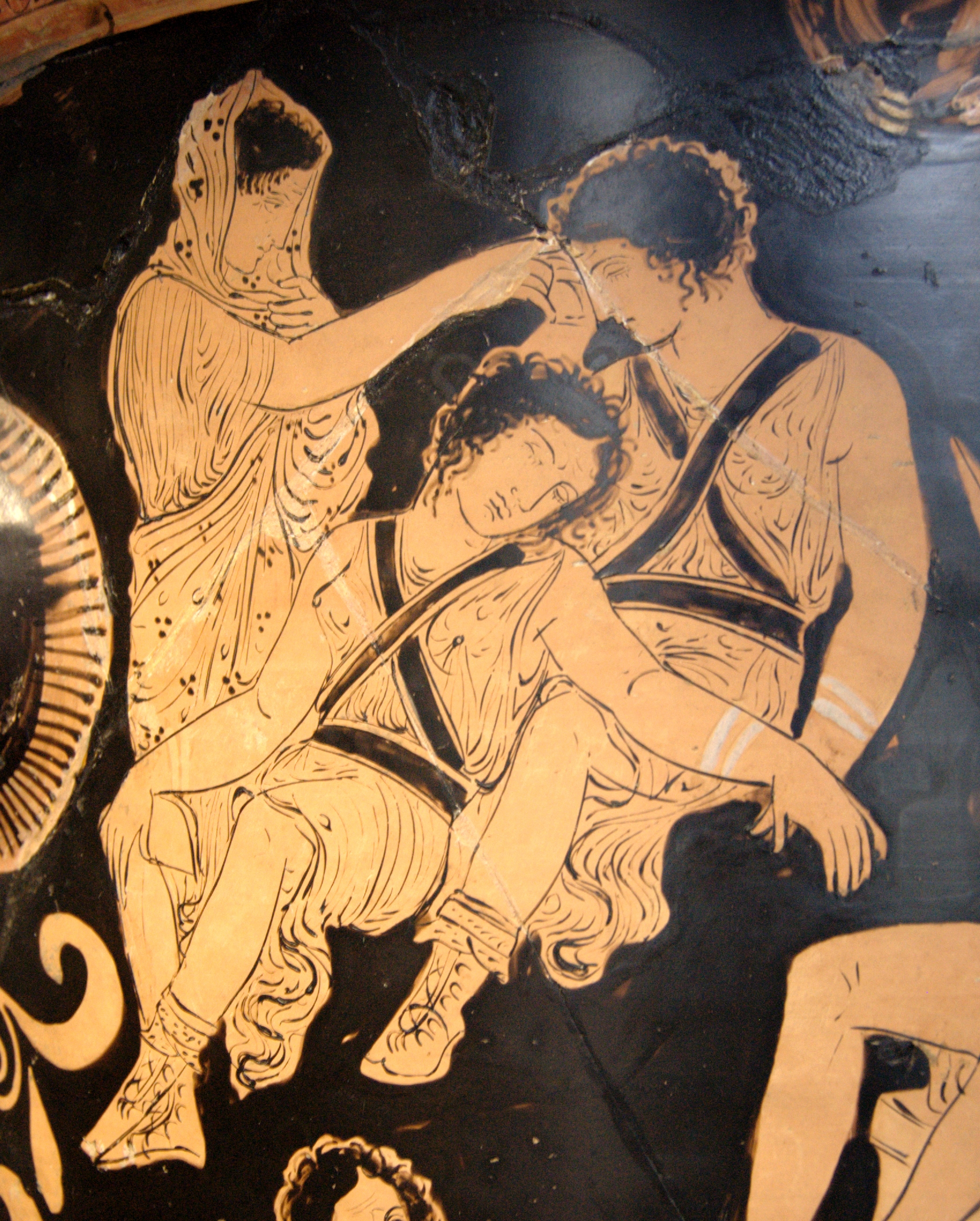
Clitemnestra intentado despertar a las erinias mientras su hijo es purificado por Apolo. Crátera apulia de figuras rojas, 480–470 a. C., Museo del Louvre (Cp. 710).

En la mitología griega, las erinias, erinies o erinis (en griego antiguo Έρινύες Erinýes) son unas diosas ctónicas y preolímpicas cuya misión esencial es la venganza del crimen y especialmente las faltas contra la familia. Se les representa como genios alados, con serpientes entremezcladas en su cabellera y llevando en la mano antorchas o látigo. Cuando se apoderan de una víctima, la enloquecen y la torturan de mil maneras. A menudo son comparadas con «perras» que persiguen a los humanos. Su mansión son las tinieblas de los infiernos.
También se las llamaba euménides (Εύμενίδες, ‘benévolas’), antífrasis utilizada para evitar su ira cuando se pronunciaba su verdadero nombre. Según la tradición este nombre se habría empleado por primera vez tras la absolución de Orestes por el Areópago (descrita más adelante), y posteriormente se usó para aludir al lado benigno de las erinias. Según palabras de Esquilo las euménides comentan que «en nuestra morada, bajo la tierra, somos llamadas Maldiciones (Ἀραί)». Pausanias dice que en Megalópolis hay un santuario de unas diosas que llaman Manías (Μανίαι) y que en opinión del autor es un sobrenombre de las diosas euménides.
En Atenas también se utilizaba eufemísticamente la perífrasis σεμναί θεαί semnaí theaí, ‘venerables diosas’. Asimismo se aludía a ellas como χθόνιαι θεαί chthóniai theaí, ‘diosas ctónicas’, y se les aplicaba el epíteto Praxídicas (Πραξιδίκαι), ‘ejecutoras de las leyes’. En la mitología romana se las conoce como Furias o Diras (en latín, Furiæ; o Diræ: ‘terribles’).  Es posible que ya estuvieran documentadas en las tablillas micénicas de lineal B bajo la forma del teónimo E-ri-nu.
Tanto en Homero como en Virgilio su función es atormentar a las almas arrojadas al Tártaro. Las erinis, que en Homero son divinidades vengadoras de las impiedades cometidas contra familiares y que —como hace Epicasta maldiciendo a Edipo antes de suicidarse— son invocadas por el ofendido contra su ofensor. El motivo de la maldición es que la ignorancia, en época arcaica, no exime de una culpa como esta.

## Nombres, naturaleza y familia
En las fuentes arcaicas y griegas el número de las erinias suele ser indeterminado y nunca poseen identidades individuales.Virgilio, probablemente inspirándose en una fuente alejandrina, nombra tres: Alecto (Άληκτώ), Tisífone (Τισιφόνη) y Megera (Μέγαιρα). No tienen funciones muy definidas; por ejemplo se nos dice que Alcmeón fue perseguido por la erinia del matricidio, sin especificar su identidad. Tzetzes dice que las erinias son tres démones de la venganza y el castigo y que acechan a partir de las maldiciones. Sus nombres también son alegóricos, pues se llamaron así porque Tisífone «castiga a los asesinos», Megera está «llena de celos» y rencor contra los malhechores, y Alecto «no cesa en su empeño» de castigar a los culpables. La erinia Telfusa, Tilfusa o Tilfosa solía ser un sobrenombre de la colérica Deméter, a la que se rendía culto bajo el título de erinia en la ciudad arcadia de Telpusa. En los textos órficos se nos dice que las euménides «son nueve hijas de ojos brillantes productoras de flores», nacidas de Core y Hades. No obstante no se añade más información al respecto.
En cuanto a la ascendencia de las erinias, no hay una versión consolidada. Según Hesíodo, las erinias son hijas de la sangre derramada por el miembro de Urano cuando su hijo Crono lo castró, siendo por tanto divinidades ctónicas: «pues cuantas gotas de sangre salpicaron, todas las recogió Gea, y al completarse un año dio a luz a las robustas erinias, a los altos gigantes de resplandecientes armas, que sostienen en su mano largas lanzas, y a las ninfas que llaman melias». Otros dicen que Crono, de mente retorcida, tomó en matrimonio a la joven Evónime; de él nacieron la áurea Afrodita, de hermosos cabellos, y las Moiras inmortales y las erinias de variopintos dones». También se dicen hijas de Crono y la Noche porque sus castigos vienen siempre sin ser vistos. Sófocles dice que las erinias, temibles y poderosas diosas, eran hijas de la Tierra y de lo Oscuro (Skótos). Para Esquilo las erinias son hijas de la Noche: «En nuestra morada, bajo la tierra, somos llamadas «Maldiciones». En la Eneida, de Virgilio, las erinias son hijas de Plutón (Hades) y Nox (Nix). Dice Estacio que las Furias son hijas naturales de Plutón. En la tradición órfica se nos dice que «las renombradas euménides, con benévola voluntad, son las castas hijas del gran Zeus infernal (Hades o Zeus) y de Perséfone, la agradable doncella de hermosos bucles».Valerio Flaco hace descender a las Furias de la propia Pena, diosa y personificación de la venganza. Boccaccio las hace hijas de Aqueronte.
En cuanto a su descendencia, algunos dicen que el dragón Ismeno, que guardaba la fuente Tilfusa de Ares, asesinado por Cadmo, era hijo de Ares y de la erinia Tilfusa. Hera envió a una de las erinias para que atormentara a Ío, en vez de un tábano. Un mito cuenta que Tisífone se enamoró de Citerón; furiosa por sus desprecios, le lanzó una serpiente de la cabeza que, tras oprimirle el pecho, le mató. También Bóreas, unido a una de las erinias, engendró a los cuatro caballos de Ares.
Las Furias eran los sabuesos de Júpiter. Así también se cree que los hombres codiciosos se someten a las Furias, ya que se abstienen de usar sus posesiones. De hecho, en el mundo de abajo se les llama ‘Furias’ y ‘sabuesos’, y entre los del mundo de arriba ‘Diras’ y ‘pájaros’. En la región media se les llama ‘Harpías’.  Las tres Furias sirven a Plutón. Estas hijas de la Noche y de Aqueronte tienen por cabellera serpientes. Alecto es la ‘incesante’; Tisífone proviene de tuton phone, ‘la voz de estas mujeres’; y Megera de megala eris, ‘gran discordia’. De esta manera se dice que una desvaría sin cesar, otra estalla con la voz y la tercera se dedica a traer discordia.

## Características
Las erinias son fuerzas primitivas anteriores a los dioses olímpicos, por lo que no se someten a la autoridad de Zeus. Moraban en el Érebo (o en el Tártaro según otras tradiciones), del que solo volvían a la Tierra para castigar a los criminales vivos; durante su estancia en el inframundo, sometían a los eternamente condenados a torturas sin fin. A pesar de su ascendencia divina, los dioses del Olimpo muestran hacia estos seres una profunda repulsión, mezclada con temor reverencial, y no los toleran. Por su parte, los mortales les temen pavorosamente y huyen de ellas. Es esta marginación y la consecuente necesidad de reconocimiento lo que, en la obra de Esquilo, llevará a las erinias a aceptar el veredicto de Atenea pese a su inagotable sed de venganza.
En la Ilíada, cuando una maldición ritual invoca a «vosotros, que en lo profundo castigáis a los muertos que fueron perjuros», «las erinias son simplemente una encarnación del acto de automaldición que conlleva el juramento». Son las encargadas de castigar los crímenes durante la vida de sus autores materiales, y no más tarde. No obstante, siendo su campo de acción ilimitado, si el autor del crimen muere lo perseguirán hasta el inframundo. Justas pero sin piedad, ningún rezo ni sacrificio puede conmoverlas ni impedir que lleven a cabo su tarea. Rechazan las circunstancias atenuantes y castigan todas las ofensas contra la sociedad y la naturaleza, como el perjurio, la violación de los ritos de hospitalidad y, sobre todo, los crímenes o asesinatos contra la familia. En épocas antiguas se creía que los seres humanos no podían ni debían castigar tan horribles crímenes, correspondiendo a las erinias perseguir al desterrado asesino del fallecido en venganza, hostigándole hasta hacerle enloquecer (de ahí su nombre latino, derivado de «furor» como sinónimo de «locura»). La tortura solo cesaba si el criminal encontraba a alguien que le purificase de sus crímenes.
La diosa Némesis representa un concepto similar y su función se solapa con la de las erinias, con la diferencia de que castigaba las faltas cometidas contra los dioses. Por su parte, la diosa Niké tenía originalmente un papel parecido, como portadora de una victoria justa. Castigaban la hibris o exceso, y también prohibían a los adivinos revelar fielmente el futuro para que este conocimiento no acercara al hombre a los dioses.
Las erinias solían ser comparadas con las gorgonas, las grayas y las harpías debido a su espantosa y oscura apariencia y al poco contacto que mantenían con los dioses olímpicos. Atormentan a los que hacen el mal, persiguiéndolos incansablemente hasta volverlos locos. En un sentido más amplio, las erinias representan la rectitud de las cosas dentro del orden establecido, protectoras del cosmos frente al caos. En la Ilíada, privan de la palabra a Janto, el caballo de Aquiles, por culpar a los dioses de la muerte de Patroclo y privan de descendencia a Fénix. El filósofo Heráclito decía que si Helios decidiera cambiar el curso del Sol a través del cielo, ellas se lo impedirían.

## Tragedia de Esquilo

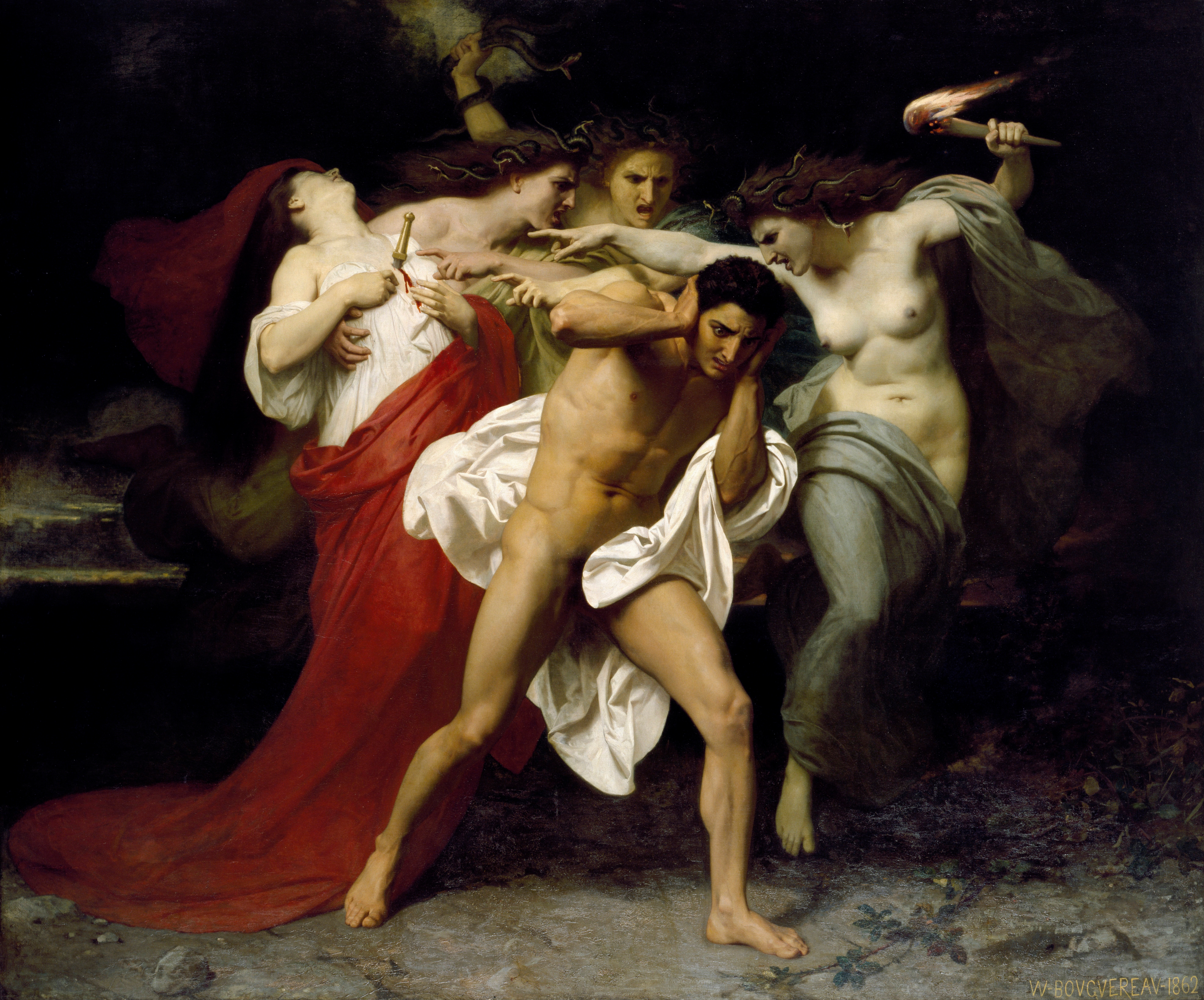
Orestes perseguido por las Furias, cuadro de William-Adolphe Bouguereau (1862; Museo Chrysler de Norfolk, Estados Unidos).

En Las Euménides, tragedia de Esquilo, la tercera parte de la Orestíada, las erinias persiguen a Orestes. Este había matado a su madre, Clitemnestra, en venganza por el asesinato de su padre, Agamenón. En su primera representación esta tragedia provocó verdadero terror entre los espectadores, siendo las erinias las integrantes del coro.
Lo único que interesa a las erinias es el acto de asesinato cometido por Orestes, sin sopesar las circunstancias que podrían explicarlo. El propio Apolo debe oponerse a su venganza implacable concediendo protección a Orestes, a quien había incitado a vengarse del asesino de su padre, que resultó ser Clitemnestra. Las erinias, nos cuenta Esquilo, persiguen a Orestes hasta Delfos, el más importante santuario de Apolo, y no le liberan hasta que los dioses las convencen de que acepten el veredicto del tribunal de Atenas, el Areópago.
Allí Atenea interviene como patrona de la ciudad y equilibra el fallo. Orestes es absuelto, pero debe traer de la Táuride una estatua consagrada a Artemisa. Las erinias son referidas desde entonces en Atenas bajo las formas más clementes antes citadas: Euménides (‘benévolas’) o Semnaí Theaí (‘venerables diosas’).
A pesar del precedente anterior, las erinias persiguieron igualmente a Alcmeón, que había matado a su madre, pues, como a Orestes, Apolo le había incitado a vengar a su padre. Alcmeón es perseguido por las erinias a través de Grecia, hasta que halla refugio en una tierra que no existía aún en el momento del asesinato de su padre, escapando así al poder de sus perseguidoras.

## Culto
A las erinias se les sacrificaban ovejas negras y libaciones de νηφάλια nêphália, mezcla de miel y agua.
Hay en la Arcadia un lugar que posee dos santuarios consagrados a las erinias. En uno de ellos se las da el nombre de Μανίαι (Maniai, ‘las que vuelven loco’). Fue en este lugar donde, vestidas de negro, sitiaron a Orestes por primera vez. No lejos de allí, cuenta Pausanias, se encuentra otro santuario donde su culto se asocia al de las cárites (‘diosas del perdón’). En este lugar, vestidas de blanco, purificaron a Orestes, el cual, tras su curación, ofreció un sacrificio expiatorio a las Maniai.

## En la cultura contemporánea
- En La divina comedia de Dante, se muestra a las erinias a las puertas de la ciudad de Dite, que es el punto de entrada al sexto círculo inferior del infierno.
- También aparecen en la tragedia de Leconte de Lisle, Las Erinias (Les Érinnyes, 1872), con música de acompañamiento compuesta por Massenet.
- En la Electra de Jean Giraudoux son representadas por tres jóvenes muchachas cínicas y malévolas que crecen muy rápidamente (llegando a adultas en pocos días), llamadas las Tres Euménides. Cantan canciones infantiles satíricas sobre los personajes de la obra y persiguen a Orestes hasta hacerle perder la razón.
- En Fausto de Goethe, las furias visitan a Fausto pero solo una de ellas consigue entrar.
- La obra de Jean-Paul Sartre, Las moscas (Les Mouches, 1943), usa una reelaboración de la Orestíada (con las moscas del título como las Furias) en una perspectiva moderna contra la religión.
- Dan título a Las benévolas, novela de 2006 de Jonathan Littell.
- En la historia titulada Las Benévolas, perteneciente al cómic de Neil Gaiman The Sandman, Morfeo es perseguido por las erinias y su reino asolado como castigo por la muerte de su hijo Orfeo.
- En la serie Charmed, Piper es atacada por la versión moderna de las Furias en el episodio 3 de la cuarta temporada, convirtiéndose en una Furia.
- Son mencionadas igualmente en el libro Predestinados y Malditos de Josephine Angelini, donde provocan que las cuatro castas se enfrenten entre sí, y no pudiendo librarse de ellas hasta pagar una deuda de sangre entre ellos. A lo largo de la historia Helena (la Descendiente) intenta acabar con ellas, dándoles del agua del río del Olvido provocando que no recordaran cuál era su misión en la Tierra.
- También son mencionadas en la saga de Percy Jackson y los Dioses del Olimpo siendo estas las ayudantes de Hades y sus protectoras.
- También hacen aparición en la saga Covenant de Jennifer L. Armentrout
- También se las mencionan en El Guardián de los sueños de la autora Sherrilyn Kenyon.
- También aparecen en el juego de Playstation 3 God of war: Ascension persiguiendo a Kratos a lo largo del juego.
- En la serie Xena, la princesa guerrera, las Furias aparecen en el primer episodio de la tercera temporada, castigando a Xena con locura y persecución por no vengar la muerte de su padre a manos de su madre. Un símil de la historia de Orestes, quien también es mencionado en el episodio.
- Aparecen en el webtoon Lore Olympus (Cuentos del Olimpo), como empleadas de Hades, permitiéndole al rey del Inframundo localizar a un infractor de las leyes de la hospitalidad dentro de sus dominios. En una aparición posterior, Tisifone y Megaera se enfrentan a Mente por el maltrato al que sometió a su pareja (Hades).
- Aparecen en el cómic de 2002 Hiketeia de Wonder Woman. Escrito por Greg Rucka y dibujado por J.G. Jones
- Aparecen en el videojuego Hades como primer jefe final del Tártaro, impidiendo al protagonista escapar del inframundo.
- Ramón Sampedro les dedica una carta en su libro Cartas desde el infierno.[37]
- Aparecen en el videojuego God of War: Ascension. Son las principales antagonistas en la historia precuela de los acontecimientos que tiene Kratos en God of War.
- En The Sandman, el cómic creado por Neil Gaiman, aparecen para castigar a uno de los protagonistas que atenta contra un miembro de su familia.
- Asimismo, aparecen en el libro Olympo, de Dan Simmons